# Muleshoe
Muleshoe es una ciudad ubicada en el condado de Bailey en el estado estadounidense de Texas. En el Censo de 2010 tenía una población de 5.158 habitantes y una densidad poblacional de 580,45 personas por km².

## Geografía
Muleshoe se encuentra ubicada en las coordenadas 34°13′45″N 102°43′42″O / 34.22917, -102.72833. Según la Oficina del Censo de los Estados Unidos, Muleshoe tiene una superficie total de 8.89 km², de la cual 8.89 km² corresponden a tierra firme y (0%) 0 km² es agua.

## Demografía
Según el censo de 2010, había 5.158 personas residiendo en Muleshoe. La densidad de población era de 580,45 hab./km². De los 5.158 habitantes, Muleshoe estaba compuesto por el 75.2% blancos, el 1.28% eran afroamericanos, el 1.47% eran amerindios, el 0.41% eran asiáticos, el 0% eran isleños del Pacífico, el 19.66% eran de otras razas y el 1.98% pertenecían a dos o más razas. Del total de la población el 64.35% eran hispanos o latinos de cualquier raza.